# Leptostylus aspiciens
Leptostylus aspiciens är en skalbaggsart som beskrevs av Bates 1885. Leptostylus aspiciens ingår i släktet Leptostylus och familjen långhorningar.
Artens utbredningsområde är Honduras. Inga underarter finns listade i Catalogue of Life.